# Wolfgang Ott (Schriftsteller)
Wolfgang Ott (* 23. Juni 1923 in Pforzheim, Deutschland; † Januar 2013 in Hannover) war ein deutscher Autor. Er lebte nach dem Kriegsdienst im Zweiten Weltkrieg in Stuttgart und München.
Sehr bekannt wurde er nach seinem gleichnamigen, 1956 erschienenen Roman gedrehte Film Haie und kleine Fische, der im Herbst 1957 herauskam und sich anhand des Schicksals einzelner Matrosen mit dem U-Boot-Krieg im Zweiten Weltkrieg befasste (Ott hatte selbst der deutschen Kriegsmarine angehört).
1960 erschien Otts Roman Die Männer und die Seejungfrau; er spielt in den Nachkriegsjahren auf einer kleinen Nordseeinsel. 1962 publizierte er Villa K. Es folgte bei Langen-Müller, München / Wien, eine Romantrilogie aus Ostpreußen: 1981 Ein Schloß in Preußen, 1983 Die Grafen Cronsberg und 1984 Der junge Cronsberg. 1987 kam Amazonas heraus.